# Altendorf (Fröndenberg)
Altendorf ist ein Ortsteil der westfälischen Stadt Fröndenberg/Ruhr, Kreis Unna, mit knapp 300 Einwohnern.

## Geographie

### Lage
Altendorf liegt im Westen der Stadt. Die Ruhr bildet die südliche Grenze des Ortes.

### Nachbargemeinden
Altendorf grenzte im Jahr 1967 im Uhrzeigersinn im Westen beginnend an die Gemeinden Hengsen, Opherdicke, Billmerich und Langschede (alle im Kreis Unna) sowie Hennen (damals im Kreis Iserlohn).

## Geschichte
Altendorf gehörte im Spätmittelalter und der Frühen Neuzeit in eigener Bauerschaft (Altendorp) im Amt Unna zur Grafschaft Mark. Laut dem Schatzbuch der Grafschaft Mark von 1486 hatten die 5 Steuerpflichtigen in der Bauerschaft zwischen 14 oirt und 6 Goldgulden an Abgabe zu leisten. Davon 2 Hofbesitzer mit dem Randvermerk: militaris. Im Jahr 1705 waren in der Bauerschaft (Baurschaft Altendorff) 11 Steuerpflichtige mit Abgaben an die Rentei Hamm im Kataster verzeichnet. Größter Hofbesitzer Schultze Altendorf.
Ab dem 19. Jahrhundert gehörte Altendorf bei der Errichtung der Ämter in der preußischen Provinz Westfalen zum Amt Fröndenberg im Kreis Hamm. 1895 gab es in der Landgemeinde Altendorf auf 405,1 ha Fläche, 4 Wohnplätze, 42 Wohnhäuser mit 48 Haushaltungen und 332 Einwohner. Anlässlich der Auskreisung der Stadt Hamm am 1. April 1901 wurde aus dem Kreis der Landkreis Hamm. Nach einer Gebietserweiterung im Jahr 1929 wurde dieser im Oktober 1930 in Kreis Unna umbenannt. Am 1. Januar 1968 wurden Altendorf, Bausenhagen, Frohnhausen, Frömern, Langschede, Neimen, Ostbüren, Stentrop, Strickherdicke und Warmen nach Fröndenberg eingemeindet.

## Einwohnerentwicklung
| Jahr | Einwohner |
| ---- | --------- |
| 1849 | 245       |
| 1910 | 294       |
| 1931 | 327       |
| 1956 | 336       |
| 1961 | 356       |
| 1967 | 322       |
| 1987 | 222       |
| 2013 | 265       |

## Verkehr
Die Landesstraße L 673 verbindet Altendorf im Westen mit Geisecke, Schwerte, Westhofen und Garenfeld sowie im Osten mit Dellwig, Langschede, Fröndenberg/Ruhr und Wickede (Ruhr).
Die Kreisstraße K 28 führt nach Billmerich und Unna.